# 1. korpus vojnega letalstva in protiletalske obrambe (JLA)
Za druge 1. korpuse glejte 1. korpus.
1. korpus vojnega letalstva in protiletalske obrambe je bil korpus vojnega letalstva in protiletalske obrambe v sestavi Jugoslovanske ljudske armade.

## Zgodovina
1. korpus vojnega letalstva in protiletalske obrambe je nastal z reorganizacijo 1. letalskega korpusa.

## Organizacija
1991
- poveljstvo
- štabna helikopterska eskadrilja (SA.316, Mi-8; Letališče Batajnica, Beograd
- 97. letalska brigada (letališče Divulje, Split
- 107. helikopterski polk (Mostar
- 204. lovski letalski polk (letališče Batajnica, Beograd
- 252. lovsko-bombniška letalska eskadrilja (J-21 Jastreb, G-2A Galeb, G-4 Super Galeb, UTVA-66; Letališče Batajnica, Beograd